# 이쿠시마 (1808년)
이쿠시마(幾島, 분카 5년 음력 6월 18일 (1808년 7월 11일) ~ 메이지 3년 음력 4월 26일 (1870년 5월 26일))는 에도막부 13대 쇼군 도쿠가와 이에사다의 정실 아츠히메 (텐쇼인)의 오토시요리이다. 성은 아사쿠라, 이름은 이토(糸)이다. 아버지는 사츠마번 소바요닌 朝倉孫十郎景矩, 어머니는 쿠보타번사 阿比留軍吾의 딸인 타미(民)이다.

## 약력
후지타(藤田)라는 이름으로 시마즈 나리노부의 딸로 코노에 타다히로에게 시집간 이쿠히메의 죠로로써 함께 교토의 코노에가에서 지냈다. 카에이 3년 3월 29일 (1850년 5월 10일)에 이쿠히메가 사망하자 출가하여 토쿠죠인(得浄院)이라 칭하고, 타다히로를 섬기며 이쿠히매의 명복을 빌었다.
그 후, 사츠마번주 시마즈 나리아키라의 양녀 아츠히메 (시마즈 아츠코)를 타다히로의 양녀로써 도쿠가와 이에사다에게 시집 보내기로 하고, 이쿠시마로 개명하여 아츠히메 담당이 되어, 오오쿠에 들어갈 때까지 교육담당 등을 맡았다. 이 후, 코노에가의 가사(家士) 이마오오지 타카요시 (今大路孝由)의 양녀로써 아츠히메와 함께 오오쿠에 들어갔다고 한다. 오오쿠에서는 에도성과 사츠마번과의 정보연락역으로도 활동했으며, 사이고 타카모리를 통해 에도 번저택의 노녀 오노시마와 연락을 주고 받았으며, 쇼군 후계문제와 사츠마번의 연계 시에 중요한 역할을 하였다.
또한, 이쿠시마의 가문은 이마오오지씨에서 시마즈씨로 바뀌었다. 겐지 원년 (1864년)에 건강을 잃었다. 이듬해까지 오오쿠에서 살았다는 소재를 확인할 수 있다. 후에 오오쿠를 은퇴하지만, 게이오 4년 (1868년), 오오쿠로 돌아와 보신전쟁 때 텐쇼인 (아츠히메)의 사신으로 토막파(討幕派)인 사츠마군 교섭에 나섰고, 에도 무혈 개성에도 진력한 것으로 알려졌다.
메이지 유신으로부터 2년 후인 메이지 3년 4월 26일 (1870년 5월 26일), 63세의 나이로 도쿄에서 사망했다. 시마즈 가문의 보다이지 다이엔지 (도쿄)에 묻혔다. 또한 이쿠시마 초혼비는 동생이 건립하여, 가고시마의 아사쿠라가 묘지에 있다.

## 부속설명
이쿠시마는 공가의 양녀로써 오오쿠에 들어가면서도, 죠로가 아닌 오토시요리 직에 올랐다. 죠로는 예외도 있지만, 기본적으로는 권력을 갖지 못하고 오토시요리가 오오쿠를 관리하고 강한 권력을 가졌으니, 그러한 이유일 것이다. 또한, 오쿠죠츄 분한장의 아츠히메 소속 하녀 일람에는 이쿠시마의 이름이 존재하지 않는다. 대신 "츠보네 (局)"라는 오토시요리의 이름이 있으며, 이 츠보네는 이마오오지 타카요시와 인연이 있는 하녀로 여겨져 이 츠보네가 이쿠시마라는 것으로 추정하고 있다.
이쿠시마의 출신지・생몰년도나 매장지는 전에는 불명으로 알려졌으나, 2008년, 가고시마시의 카라미나토 묘지(唐湊墓地)에 있는 이쿠시마 초혼묘를 조사하여 (아사쿠라가 자손은 무덤의 존재를 알고 있었지만, 조사는 한적 없었음) 무덤의 각명에서 생몰년 등이 파악되었다. 또한, 이 묘의 각명에는 이쿠시마와 다른 생몰년 (분카 7년 (1810년) ~ 메이지 11년 (1878년))도 쓰여있지만, 이는 초혼비를 건립한 이쿠시마의 동생 아사쿠라 카게하루(朝倉景春)의 생몰년으로 추정된다.

## 관련 작품

### 드라마
- 오오쿠 (1968년, 칸사이 테레비, 배우 : 오오토리 야치요) *역 : 키리시마
- 오오쿠 (1983년, 칸사이 테레비, 배우 : 나카무라 메이코) *역 : 오소노
- 꽃의 생애 이이 대로와 사쿠라다몬 (1988년, 테레비 도쿄, 신춘 와이드 시대극, 배우 : 타니구치 카오리)
- 나는 듯이 (1990년, NHK대하드라마, 배우 : 키키 키린)
- 아츠히메 (2008년, NHK대하드라마, 배우 : 마츠자카 케이코)
- 세고돈 (2018년, NHK대하드라마, 배우 : 미나미노 요코) *원래는 사이토 유키가 캐스팅되었음

### 만화
- 오오쿠 (요시나가 후미)